# Bello
Bello és un municipi de la província de Terol, Aragó, enquadrat a la comarca del Jiloca. Té 369 habitants (2003) i té una extensió de 51 km². En el terme municipal s'hi troba el centre d'interpretació de la Laguna de Gallocanta.

## Demografia
| Variació demogràfica del municipi entre 1991 i 2004 | Variació demogràfica del municipi entre 1991 i 2004 | Variació demogràfica del municipi entre 1991 i 2004 | Variació demogràfica del municipi entre 1991 i 2004 | Variació demogràfica del municipi entre 1991 i 2004 |
| --------------------------------------------------- | --------------------------------------------------- | --------------------------------------------------- | --------------------------------------------------- | --------------------------------------------------- |
| 2005                                                | 2004                                                | 2001                                                | 1996                                                | 1991                                                |
| 334                                                 | 351                                                 | 369                                                 | 411                                                 | 474                                                 |